# 佩爾森納島
64°39′S 62°13′W / 64.650°S 62.217°W
佩爾森納島是南極洲的島嶼，位於威爾米納灣中南部，長3.7公里、寬1.9公里，處於奧尼爾角東北面3.7公里和布魯克林島以西3.7公里，現時由南極條約體系管理。